# Poleto (Bułgaria)
Poleto (bułg. Полето) – wieś w południowo-zachodniej Bułgarii, w obwodzie Błagojewgrad, w gminie Simitli. Według danych Narodowego Instytutu Statystycznego, 31 grudnia 2011 roku wieś liczyła 681 mieszkańców.

## Gospodarka
We wsi znajdują się magazyny kawy.